# 얼리터우 문화

얼리터우 문화의 범위

얼리터우 문화(二里頭文化, Erlitou culture, 기원전 1900년경 ~ 기원전 1500년경)는 중국의 황하 중류에서 하류를 중심으로 번창한 신석기 시대에서 청동기 시대 초기에 걸친 문화이며, 중국 초기 왕조 시대의 문화이다. 도시나 궁전을 쌓은 흔적도 나타나기에 국가 단계에 진입했다고 인정된다.
중국 학계에서는 얼리터우 문화를 《사기》 〈하본기〉 등 문헌 속 하나라와 그 존재를 동일시하는 경우가 많으나, 전세계 모든 학계가 여기에 동의하지는 않는다. 좀 더 정확하게는 국내외 사학계 모두 가능성은 인정하고 있으나 동일시는 아직 섣부르다가 주 관점이지만, 중국 사학계는 가능성이 높다에, 외국 사학계는 동일시는 아직 섣부르다에 좀 더 강조점을 두고 있는 편이다. 허나 어쨌든 상나라 이전 고대 도시 문화가 있었다는건 고고학적으로 인정받고 있다.

## 개요
허난성(河南省) 뤄양시(洛陽市) 옌스 시(偃師市)의 얼리터우 유적에서 그 이름을 취하였다. 현재까지 100여 개의 얼리터우 문화 유적이 발견되었다. 대표적인 것에는 뤄양시의 둥치엔거우 유적(東乾溝), 초리(矬李) 유적, 둥마거우(東馬溝) 유적, 산저우구(陝州區)의 치리푸(七里鋪) 유적, 린루 현(현재의 루저우 시)의 메이산(煤山) 유적, 정저우시(鄭州市)의 뤄다먀오(洛達廟) 유적 등이 있다.
대체로의 지리적 범위는 허난성 중서부의 정저우시(鄭州市) 부근의 이허(伊河), 뤄허(洛河), 잉허(潁河), 루허(汝河) 등의 유역에서부터, 산시성(山西省) 남부의 펀허(汾河) 하류 일대에 걸쳐있지만, 그 영향은 상류의 섬서성 남부나, 남쪽의 장강 중류 지역에도 미쳤다고 추측된다.
룽산 문화에서 발달한 것으로 여겨지며, 얼리강 문화가 발달함에 따라 얼리터우 문화는 쇠락하였다.

## 시대구분
얼리터우 유적은 지금부터 3800년부터 3500년 전의 유적으로, 유적의 시기는 4기로 나눌 수 있다. 1, 2기는 신석기 시대로, 도기를 제조하는 농경 문명이었고, 3기·4기는 청동기를 본격적으로 사용하고 도시 국가가 형성하고 있었다.
- 1기: 산먼샤(三門峽), 관중평원 동부, 허난성 남부로 확대
- 2기: 펀수이(汾水) 유역으로 확대해, 그 지역에 얼리터우 문화 둥샤펑(東下馮) 유형을 형성.
- 3기: 친수이(沁水) 이서 지구, 허난성 동쪽, 동남부로 확대.
- 4기

2, 3기 경에는 허베이(河北) 후이웨이 문화(輝衛文化), 샤치유안 문화(下七垣文化), 산둥(山東) 위에스 문화(岳石文化) 등과의 충돌의 흔적이 보인다.
3, 4기가 되면 청동기나 궁전의 자취가 출토되었고, 도시 국가가 형성되고 있었다고 추측할 수 있다.

## 유적 유물
얼리터우 유적에서는 제의에 사용된 청동용기 등 다양한 청동기가 발굴되었다. 이는 치자 문화 등 비슷한 시기의 청동기시대 유적지들과 비교할때도 훨씬 다양한 것이다. 동물 얼굴 문양 등 복잡한 형태의 청동기가 발굴되어, 당시 얼리터우 문화의 청동기 주물 기술이 상대적으로 더 발달되고 체계적인 것이었음을 알 수 있다. 얼리터우 문화 3기에 제작된 청동기들은 특히 더 복잡한 문양을 띄고 있다.

얼리터우에서 발굴된 청동기들은 은허나 주나라 청동기들의 원형이 된다. 작(爵), 정(鼎) 등의 청동기들이 얼리터우 문화 4기가 되면 이미 활발히 제작되고 있었다. 초기의 유물로는 동탁이라고도 하는 청동종과 더불어 청동 도끼도 발굴되었다.

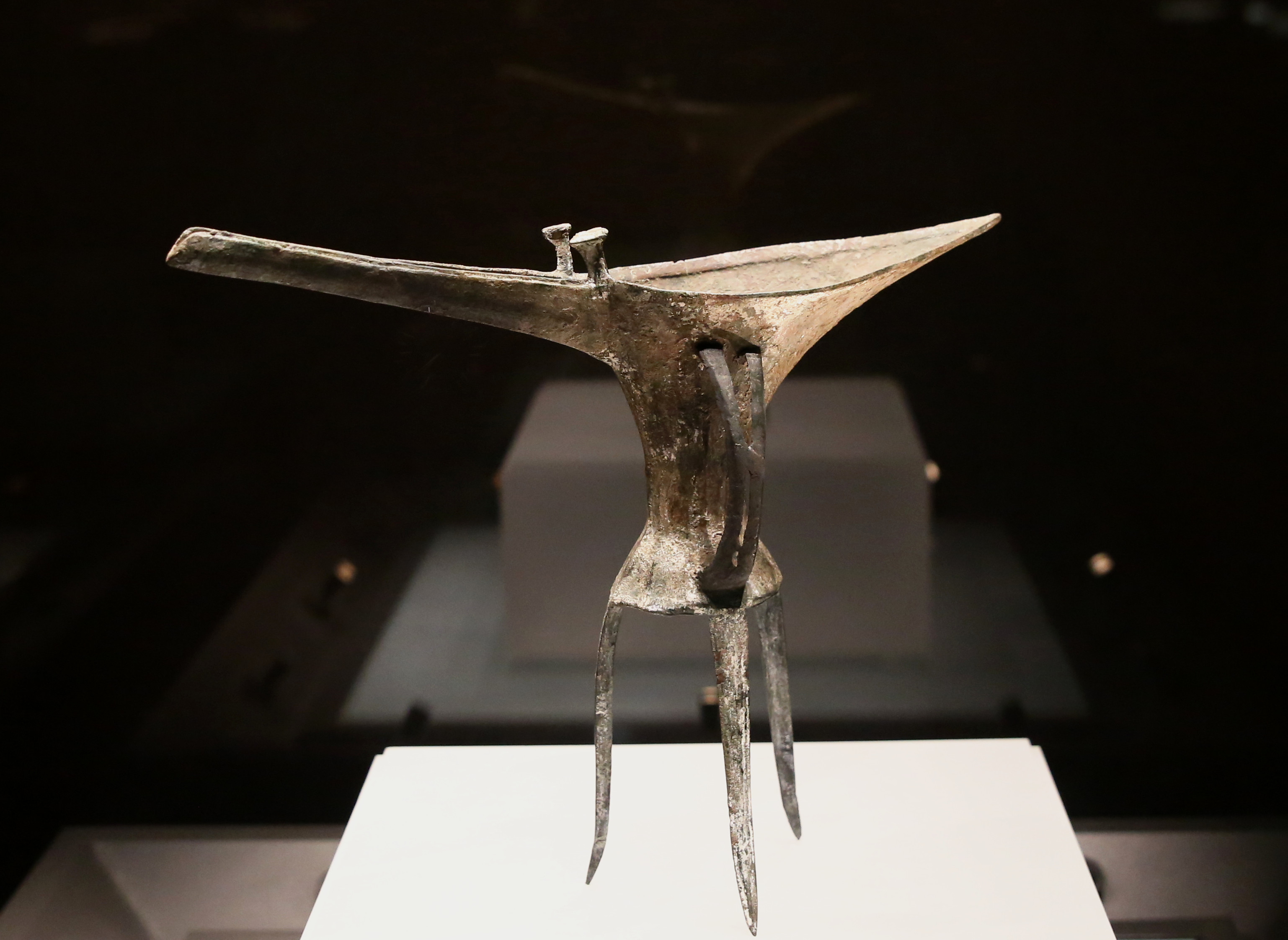
청동 작(爵)
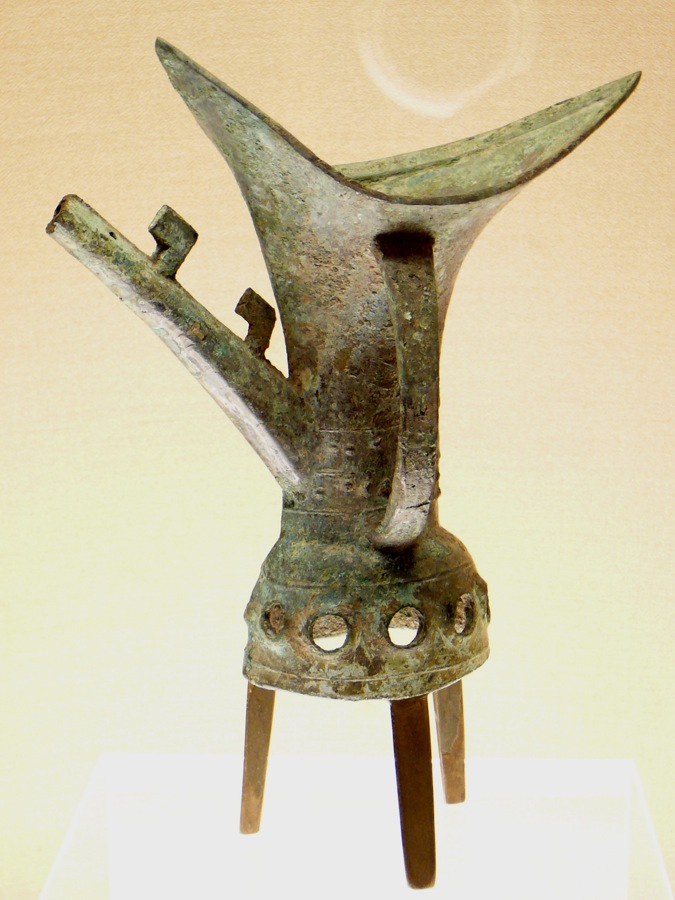
청동 작
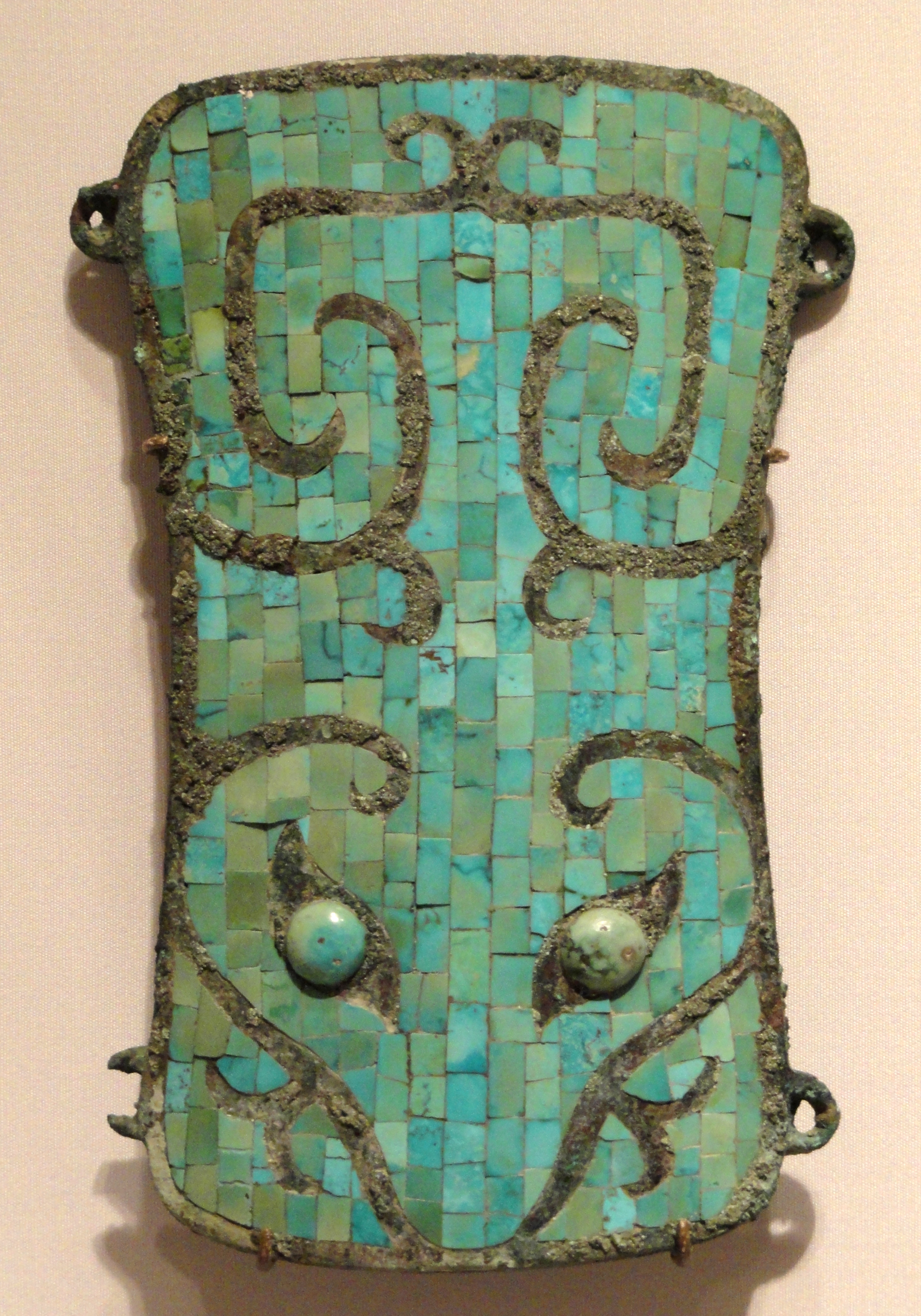
터키석으로 장식된 청동기
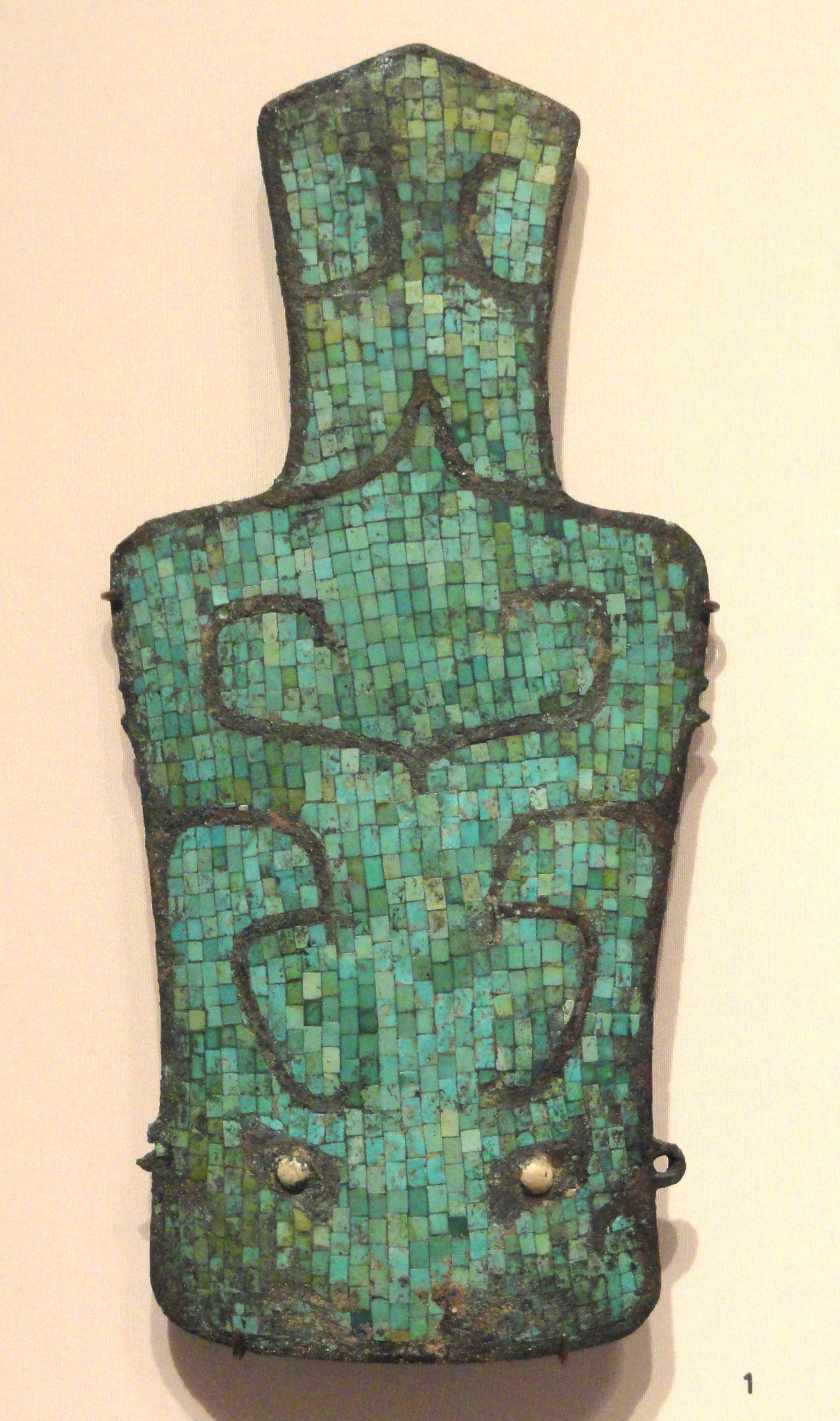
터키석으로 장식된 청동기
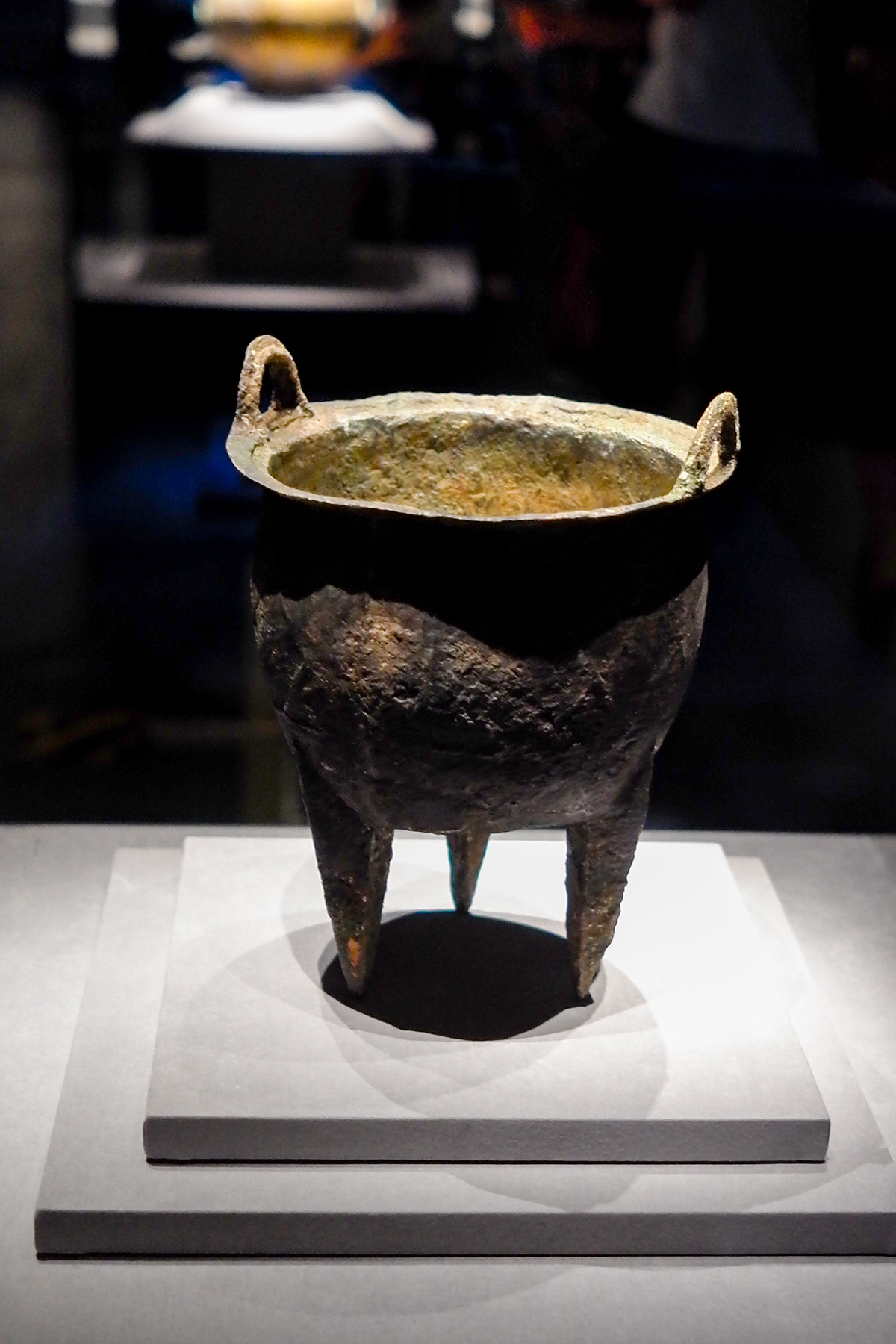
청동 정(鼎)

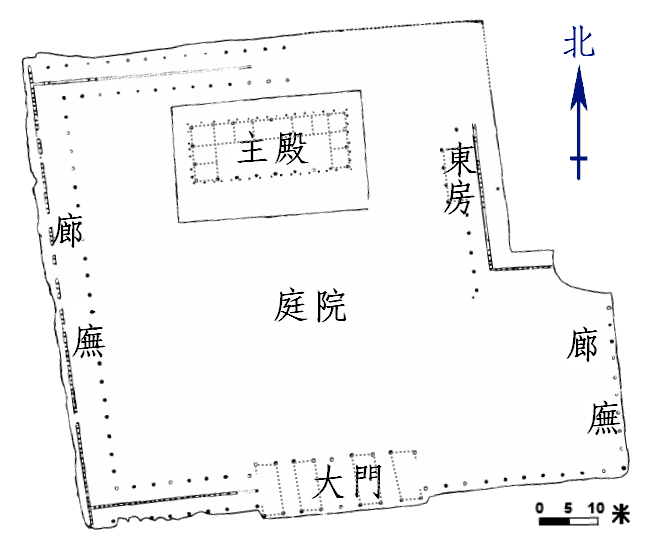
3기의 궁전 유적

전각, 담장, 회랑이 있는 궁전터도 발굴되었다. 1960년에 광대한 궁전 자취나 청동기 공방 등의 자취가 발견되어 중국에서 가장 오래된 궁전 건축의 기초인 것이 확인되었다. 1호 궁전터의 토대는 방형으로, 남북 약 100m, 동서 108m, 성벽은 발견되지 않았지만, 북동부에 담과 회랑이 발견되었다.
2호 궁전터는 1호 궁전터의 동북쪽으로 약 150m 떨어진 곳에 있다. 가운데 정원의 북쪽에 동서의 벽으로부터 같은 거리의 위치에 궁전이 있다. 동서로 42.5m, 남북으로 12.5m의 토단이 출토되었다.
묘(墓)로 추정되는 유적도 궁전의 북쪽에서 발굴되어, 궁전에서 제사를 지냈다고 추측된다.
그 외에도 연옥제품, 도끼, 칼, 낚시 바늘, 창, 주연에 사용하는 용기류, 복골, 갑골문자와 비슷한 24종의 뼈그림 부호가 확인되었다. 대다수가 후기 대구존의 구연 안쪽에 새겨져 있다.

## 하나라 관련설
그 후의 연구로 예북(豫北) 지방의 장허형 선상문화(漳河型先商文化)와 얼리터우 문화의 인접 지대인 것이 나타나 얼리터우 문화기에는 장허형 선상문화, 위에스 문화(岳石文化), 얼리터우 문화의 세 개 세력이 황하 중류 유역에서 정립하고 있었다고 추측된다. 또 얼리강 하층기에는 장허형 선상 문화가 남하하여 서쪽의 얼리터우 문화를 받아들였고, 얼리강 하층기에는 동쪽의 위에스 문화에 받아들였다.
이러한 추이는 사서에서의 하나라와 은나라에 관한 기술과 맞추어 추정되곤 한다. 베이징 대학(北京大學)의 류서와 서천진은 얼리강 문화(二里岡文化)가 조상문화이며, 얼리터우 문화(二里頭文化)는 하나라 문화라고 추정한다.
중국 고고학회는 1기부터 3기까지는 확대기, 4기는 쇠퇴기로 정의하여, 1기부터 2기까지가 하 왕조, 3기 이후로는 은나라로 접어든다고 추정했다. 그러나 <제왕세기>에 따르면 요(堯)가 도성을 둔 평양(平陽)은 허난성이 아닌 산시성(山西省)이며, 또한 우(禹)의 구주(九州) 설치 때 기주(冀州)가 설치된 곳도 산시성으로 허난성(河南省) 얼리터우 문화 유적지와 일치하지 않는다.
하나라를 창시하였다는 우임금의 묘는 허난성이 아닌 중국 동남부 저장성(浙江省) 사오싱 시(紹興市)에 있어 얼리터우 유적지 허난성과 거리가 멀다. 참고로 서주(西周)시대 하나라 창업주인 우왕에 대한 글이 적힌 금석문이 발견되었으나 아직 은허(殷墟)에서는 하나라 관련 기록이 적힌 갑골문이 발견되지 않았다. 물론 추후 고고학적 발굴을 더 지켜봐야 하기에 아직 하나라가 존재하였다, 존재하지 않았다고 섣불리 말하기는 이르다. 참고로 이와 관련된 한국의 연구서로는 '中國 夏王朝에 대한 簡略한 理解(2004)' 등이 있다.

## 같이 보기
- 황하 문명
- 얼리강 문화